# 맥베스 (1971년 영화)
《맥베스》(Macbeth)는 로만 폴란스키가 감독하여 1971년 개봉한 영국-미국 합작 영화다. 윌리엄 셰익스피어의 동명의 희곡을 각색하여 폴란스키와 케네스 티넌이 각본을 썼다. 주연 맥베스와 그 부인은 존 핀치와 프란체스카 애니스가 연기했다.
폴란스키는 맨슨 패밀리가 아내 샤론 테이트를 비롯한 자기 일가족을 살해하고 나서 이 작품을 준비하기 시작했다. 그래서인지 도덕적 타락을 묘사한 심리공포극이었던 셰익스피어의 원작에서 더 나아가 중세적인 야만성, 극단적인 폭력, 냉소와 염세주의가 영화 전반에 가득하며, 심지어 결말을 통해 전달되는 주제까지 딴판으로 바뀌어 버렸다.
주요 영화사에서 투자를 거부해 플레이보이에서 투자를 받았고, 브리튼 제도의 악천후 때문에 촬영에도 난항을 겪었다. 《맥베스》는 1972년 칸 영화제에 출품되었고, 미국 흥행은 실패했다. 폭력과 나체 연기 때문에 논란의 대상이 되었으나 평론가들의 평가는 호의적이라 전미 비평가 위원회에서 최고 작품으로 선정했다.

## 줄거리
중세 성기, 노르웨이가 스코틀랜드를 침공하지만 글람즈 종사 맥베스와 뱅쿠오가 활약하여 물리친다. 노르웨이군과 내통한 코더 종사가 잡혀와 사형당하고, 던컨 왕은 맥베스에게 코더 종사 자리를 내릴 것이라 명한다. 한편 그 소식을 아직 듣지 못한 맥베스와 뱅코우는 귀환하는 길에 세 명의 마녀를 만난다. 마녀들은 맥베스에게 코더 종사이며 미래의 왕이라고 인사하고, 뱅코우에게는 맥베스보다 위대하지 못하나 맥베스보다 위대해질 것이라는 말을 한다. 곧 전령이 막사에 도착해 맥베스에게 코더 종사 작위가 내려졌음을 알린다. 맥베스는 흥분과 동시에 공포에 사로잡힌다. 맥베스는 아내 맥베스 부인에게 편지를 쓰고, 맥베스 부인은 그 예언을 듣고 기뻐한다. 하지만 맥베스 부인은 자기 남편이 너무 착해서 큰 일을 그르칠 것을 우려한다. 한편 던컨은 장남 맬컴을 후계자로 지명한다. 이에 던컨의 사촌 맥베스와 맬컴의 동생 도널베인은 실망한다.
아내의 충동질에 넘어간 맥베스는 아내가 근위병들에게 수면제를 먹여 잠들게 하자 단검을 들고 던컨의 침실로 올라간다. 던컨이 눈을 뜨고 맥베스의 이름을 외치는 순간 맥베스가 던컨의 입을 막고 마구 찔러 죽인다. 그 뒤 맥베스는 근위병들도 죽이고 그들에게 죄를 뒤집어 씌운다. 음모의 냄새를 맡은 맬컴과 도널베인은 각각 잉글랜드와 아일랜드로 도망간다. 기회주의자인 로스 종사는 유일하게 남은 왕족인 맥베스가 왕이 되리라 짐작하고 스쿤에서 맥베스를 알현한다. 한편 파이프 종사인 맥더프는 맥베스를 알현하기를 거부하고 자기 거성에 틀어박힌다. 맥베스는 마녀들의 세 번째 예언대로 뱅코우와 그 아들 플레언스가 자기 자리를 빼앗을까 두려워져 뱅코우 부자에게 각각 자객을 보낸다. 그리고 로스 종사를 세 번째 자객으로 보낸다. 뱅쿠오는 살해당하지만 플레언스는 살아서 도망친다. 연회장에 뱅쿠오의 귀신이 나타나자 맥베스는 다시 마녀들을 찾는다. 마녀들은 나체의 의식을 수행하여 악령들을 소환한다. 악령들은 “버넘 숲이 둔시네인 앞까지 오기 전”까지 맥베스는 패배하지 않을 것이며, “여자에게서 태어난 사내는 맥베스를 죽이지 못할 것”이라고 한다. 이 말을 들은 맥베스는 자신은 천하무적이라 안심한다.
맥더프가 잉글랜드로 망명하자 로스 종사가 파이프 성문을 열고, 맥베스의 자객들이 쳐들어가 맥더프 부인과 그 외 일가친척, 신하들을 모두 도륙한다. 하지만 맥베스가 자신에게 작위를 더 올려주지 않자 실망한 로스 종사는 맥베스를 배반하고 잉글랜드로 가 맬컴과 맥더프에게 붙는다. 잉글랜드 왕은 노섬벌랜드 백작 시워드를 대장으로 군대를 소집해 맥베스를 폐위하고 맬컴을 스코틀랜드 왕위에 올리기 위한 전쟁을 일으킨다. 잉글랜드 침략군은 버넘 숲의 나무들을 잘라다 앞에 세워 방패로 사용하며 맥베스의 거성인 둔시네인으로 진군해 온다. 잉글랜드군은 둔시네인 안으로 들이닥치고, 맥베스는 끝까지 저항한다. 맥더프는 자신이 모친의 성기를 통하지 않고 배를 가르고 태어났음을 밝힌다. 맥베스와 맥더프는 처음에는 칼싸움을 하다가 그 뒤 몽둥이, 그 뒤 주먹질로 한 데 뒤엉켜 기사도 따위는 볼 수 없는 시정잡배 같은 개싸움을 벌인다. 마침내 맥더프가 맥베스의 옆구리에 칼을 꽂고, 맥베스가 비틀거리며 계단을 기어올라 도망가는 것을 쫓아가 목을 벤다. 로스 종사가 맥베스의 목에서 왕관을 벗겨 맬컴에게 바치고, 맥베스의 목은 조리돌림을 당하며 잉글랜드 병사들의 조롱거리가 된 끝에 성문 위에 효수된다. 한편, 스코틀랜드로 돌아온 도널베인은 황야에서 마녀들과 마주친다.

## 출연

### 주연
- 존 핀치
- 프란체스카 애니스

### 조연
- 마틴 쇼
- 존 스트라이드
- 니콜라스 셀비

## 기타
- 원작자: 윌리엄 셰익스피어
- 프로듀서: 데이비드 W. 올톤
- 협력프로듀서: 티모시 버릴
- 조감독: 시몬 렐프
- 미술: 윌프레드 싱글레톤
- 미술: 케네스 타이넌
- 미술: 프레드 카터
- 의상: 안소니 멘들슨
- 무술감독: 윌리엄 홉스

## 비평
제임스 모리슨(James Morrison) 교수는 폴란스키의 《맥베스》가 셰익스피어 원작의 심리극적인 면을 축소하고 대신 말초적 강렬함을 추구했다는 점에서 오손 웰스의 1948년 맥베스와 공통점이 있다고 분석했다. 하지만 웰스가 자연주의적 접근을 취했다면 폴란스키는 표현주의적으로 감독했다. 이와 마지에르스카(Ewa Mazierska)는 폴란스키의 《맥베스》가 언뜻 보기에 사실주의적으로 보일 수도 있지만 실제로는 부조리극이며, 죄악과 비참이 끝없이 반복되는 악순환을 그렸다고 했다. 폴란스키의 《맥베스》에서 모든 대관식은 이전 왕이 끔찍하게 살해당한 뒤 이루어지며, 손님들과 주인들은 모두 서로를 배신한다. 원작에는 없는, 로스 종사가 파이프 성문을 여는 장면 같은 것이 그 예다.
딘 윌리엄스(Deanne Williams)는 이 영화가 폴란스키의 맨슨 패밀리 사건에 대한 개인적 회고일 뿐 아니라 마틴 루터 킹 암살사건이나 베트남 전쟁 같은 사회문제를 반영한 것이라고 해석했다. 또한 윌리엄스는 플레이보이가 기본적으로 물주 역할밖에 하지 않았지만 폴란스키의 맥베스 부인은 따뜻하고 섹시하며 동시에 가정적이고 순종적이며, 동시에 팜므 파탈인 플레이보이적 역설을 체화하고 있다고 주장했다.
한 장면에서 맥베스의 궁정에서 곰 곯리기가 벌어진다. 곰 곯리기는 중세의 오락으로서, 곰 한마리와 개 여러마리를 구덩이 속에 풀어놓고 서로 싸우게 하는 것이다. 윌리엄스는 이것이 맥베스 부부가 권력을 잡고 비인간적으로 변해가는 것을 나타낸다고 해석한 반면, 케네스 로스웰(Kenneth S. Rothwell)과 제임스 모리슨은 셰익스피어의 원작에서 맥베스가 스스로를 “곰 같다”고 표현한 것과 연결해 해석했다.
실번 바넷은 하나같이 젊은 배우들이 캐스팅된 것을 “아름다운 외모와 추악한 내면을 대조”하는 것이라고 주장했다. 특히 이 ‘내면의 추악함’은 로스 종사에 대한 해석에서 더욱 전형적으로 드러난다. 잘 생긴 존 스트라이드가 연기한 로스 종사는 맥베스의 앞잡이가 되어 맥더프의 일가족을 몰살시키는 원작에도 없는 악행을 저지르고, 그런 주제에 맥베스를 배신하고 맥더프에게 붙어 맥베스의 죽음에 일조하는 기상천외한 행보를 보인다. 또 바넷은 원작이 맬컴의 논공행상 장광설로 끝난 것과 달리, 도널베인이 황야에서 마녀들과 마주쳐 새로운 맥베스가 될 것을 암시하는 결말로 인해 작품의 주제 자체가 “끝이 없는 반역의 반복”으로 원작과 달라졌다고 해석했다. 영화사학자 더글러스 브로드(Douglas Brode) 역시 이 결말이 셰익스피어의 낙관론에 대한 폴란스키의 비관론이라고 말한다. 같은 맥락에서 브로드는 맥베스의 “내일, 내일, 또 내일은” 장면이 셰익스피어의 의도와 달리 폴란스키 영화에서는 허무주의 그 자체가 되었다고 생각했다.

## 참고 자료
- Barnet, Sylvan (1998). 〈Macbeth on Stage and Screen〉. 《Macbeth》. A Signet Classic.
- Brode, Douglas (2000). 《Shakespeare in the Movies: From the Silent Era to Shakespeare in Love》. Oxford and New York: Oxford University Press. ISBN 019972802X.
- Halio, Jay L.; Richmond, Hugh M., 편집. (1998). 《Shakespearean Illuminations: Essays in Honor of Marvin Rosenberg》. Newark: University of Delaware Press. ISBN 0874136571.
- Mazierska, Ewa (2007). 《Roman Polanski: The Cinema of a Cultural Traveller》. New York City: IB Tauris and Co Ltd. ISBN 1845112962.
- Morrison, James (2007). 《Roman Polanski》. Urbana and Chicago: University of Illinois Press. ISBN 0252074467.
- Rothwell, Kenneth S. (2008). 〈Classic Film Versions〉. 《A Companion to Shakespeare's Works, Volume I: The Tragedies》. Blackwell Publishing. ISBN 0470997273.
- Williams, Deanne (2008). 〈Mick Jagger Macbeth〉. 《Shakespeare Survey: Volume 57, Macbeth and Its Afterlife: An Annual Survey of Shakespeare Studies and Production》. Cambridge University Press. ISBN 0521841208.